# Zanzibar (zespół muzyczny)
Zanzibar – węgierska poprockowa grupa muzyczna.

## Historia
Zespół został założony 2 lutego 1999 roku w Ceglédzie przez Ritę Terecskei oraz członków zespołów Artéria, Space Box i Fear of Silence. W 2000 roku zespół nagrał pierwsze demo, a Kristóf Kellermann je wypromował, polecając również zespół wytwórni EMI. Pierwszy album zespołu, Nem vagyok tökéletes, został wydany w maju 2001 roku i osiągnął status złotej płyty. W marcu 2002 roku zespół otrzymał Złotą Żyrafę Mahasz w kategorii Odkrycie Roku, w maju – BRAVO Arany Otto Díj w kategorii Węgierski Rockowy Zespół Roku, a latem Nagrodę EJI i Sláger Rádió w kategorii Nowy Zespół 2001. 16 listopada wydany został drugi album grupy, Ugyanaz vagyok. W 2003 roku zespół otrzymał Złotą Żyrafę w kategorii Nowoczesny Węgierski Album Rockowy Roku oraz nagrodę eMeRTon w kategorii Odkrycie Roku.

## Dyskografia
- Nem vagyok tökéletes (2001)
- Ugyanaz vagyok (2002)
- Az igazi nevem (2004)
- Új napra ébredsz (2005)
- Őrangyal (2008)
- Zanzibar: Jubileumi nagykoncert 2008 (koncertowy, 2008)
- Ádám keresi Évát (2011)

## Członkowie zespołu

### Obecni
- Rita Terecskei – wokal
- Miklós Steklács – gitara basowa
- Donát András Kovács – perkusja
- Tamás Jülek – gitara
- Zsolt Nagy – instrumenty klawiszowe

### Dawni
- Gábor Nagy – gitara
- Gábor Sidlovics – gitara